# N-甲基-2C-I
N-甲基-2C-I（25I-NMe，N-甲基-4-碘-2,5-二甲氧基苯乙胺）是一种有机化合物，化学式为C11H16INO2，它是一种5-羟色胺受体，是2C-I的N-甲基化产物。它对5-HT2A受体的亲和力比2C-I降低了2500多倍。